# Stabat Mater (Dvořák)
Das Stabat Mater, op. 58 (B 71), des böhmischen Komponisten Antonín Dvořák ist eine Vertonung des gleichnamigen mittelalterlichen Gedichtes für Soli, Chor und Orchester. Die Uraufführung fand am 23. Dezember 1880 in Prag statt.

## Geschichte

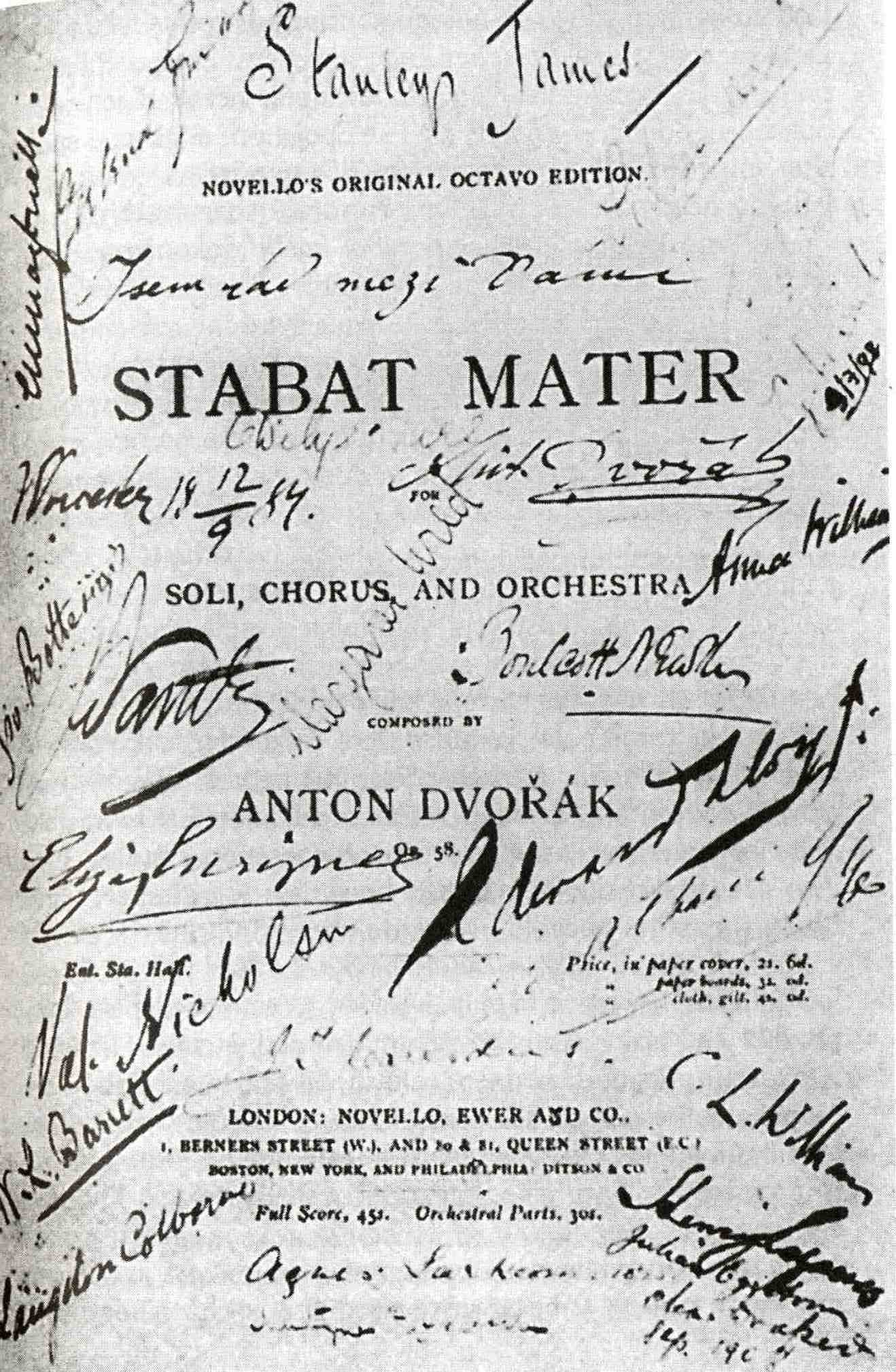
Titelseite der Partitur des Stabat Mater mit Autogrammen von Beteiligten an einer Aufführung des Stücks in Worcester im Jahr 1884

Dvořák war ab Februar 1874 Organist an der Kirche St. Adalbert in Prag, die für ihre Kirchenmusik bekannt war. Der Leiter der Kirchenmusik war Regens chori Josef Foerster, der sich seit 1873 dem Cäcilianismus angeschlossen hatte, und anstelle von Orchestermessen Werke für Chor a cappella oder mit Orgelbegleitung bevorzugte. Dvořák sah diese Bestrebungen kritisch und könnte sich herausgefordert gefühlt haben, die Möglichkeiten von Textdeutung mit orchestralen Mitteln zu demonstrieren. Er begann die Vertonung des Stabat mater 1876, ein halbes Jahr nach dem Tod seiner Tochter Josefa, die am 21. August 1875 nur zwei Tage nach ihrer Geburt gestorben war.
Stabat Mater war sein erstes kirchenmusikalisches Werk, abgesehen von Kompositionen während der Studienzeit, darunter zwei verschollenen Messen. Es war auch die erste Komposition, die er ohne Auftrag aus freiem Antrieb begann. Er schrieb einen Entwurf mit Klavierbegleitung zwischen dem 19. Februar 1876 und dem 7. Mai des Jahres, der die Sätze 1–4 und 8–10 des endgültigen Werks enthielt. Er brach die Arbeit ab, um Auftragskompositionen fertigzustellen. Er nahm sie wieder auf, als im August 1877 zwei weitere seiner Kinder in kurzem Abstand starben, die elf Monate alte Tochter Ružena an einer Vergiftung und der dreijährige Sohn Otakar an Pocken. Damit waren Dvořák und seine Frau zunächst kinderlos; erst später wurden weitere Kinder geboren. In seiner Trauer fand Dvořák Trost in der Arbeit am Stabat Mater, das die Gottesmutter Maria in ihrem Schmerz um ihren gekreuzigten Sohn zum Inhalt hat. Dvořák vollendete die Partitur am 13. November 1877.
Die erste Aufführung fand am 23. Dezember 1880 in Prag statt, geleitet von Adolf Čech mit den Solisten Eleonora Ehrenberg, Betty Fibich, Antonín Vávra und Karel Čech. Am 2. April 1882 leitete Leoš Janáček eine Aufführung des Werkes in Brünn. Es wurde auch in Budapest und London gegeben. Eine Aufführung in der Royal Albert Hall, die der Komponist dirigierte, machte ihn international bekannt.
Auf Empfehlung von Johannes Brahms gab der Bonner Musikverleger Fritz Simrock das Werk als Dvořáks Opus 58 heraus – Dvořák selbst zählte das Stabat Mater ursprünglich als sein Opus 28. Stabat Mater, die erste geistliche Komposition Dvořáks, wurde gefolgt von seiner Messe in D-Dur, Op. 86, dem Requiem, Op. 89, und Te Deum, Op. 103. Stabat Mater blieb, zusammen mit seiner 9. Sinfonie und den Slawischen Tänzen, eines seiner beliebtesten Werke, das häufig aufgeführt und eingespielt wird.

## Musik

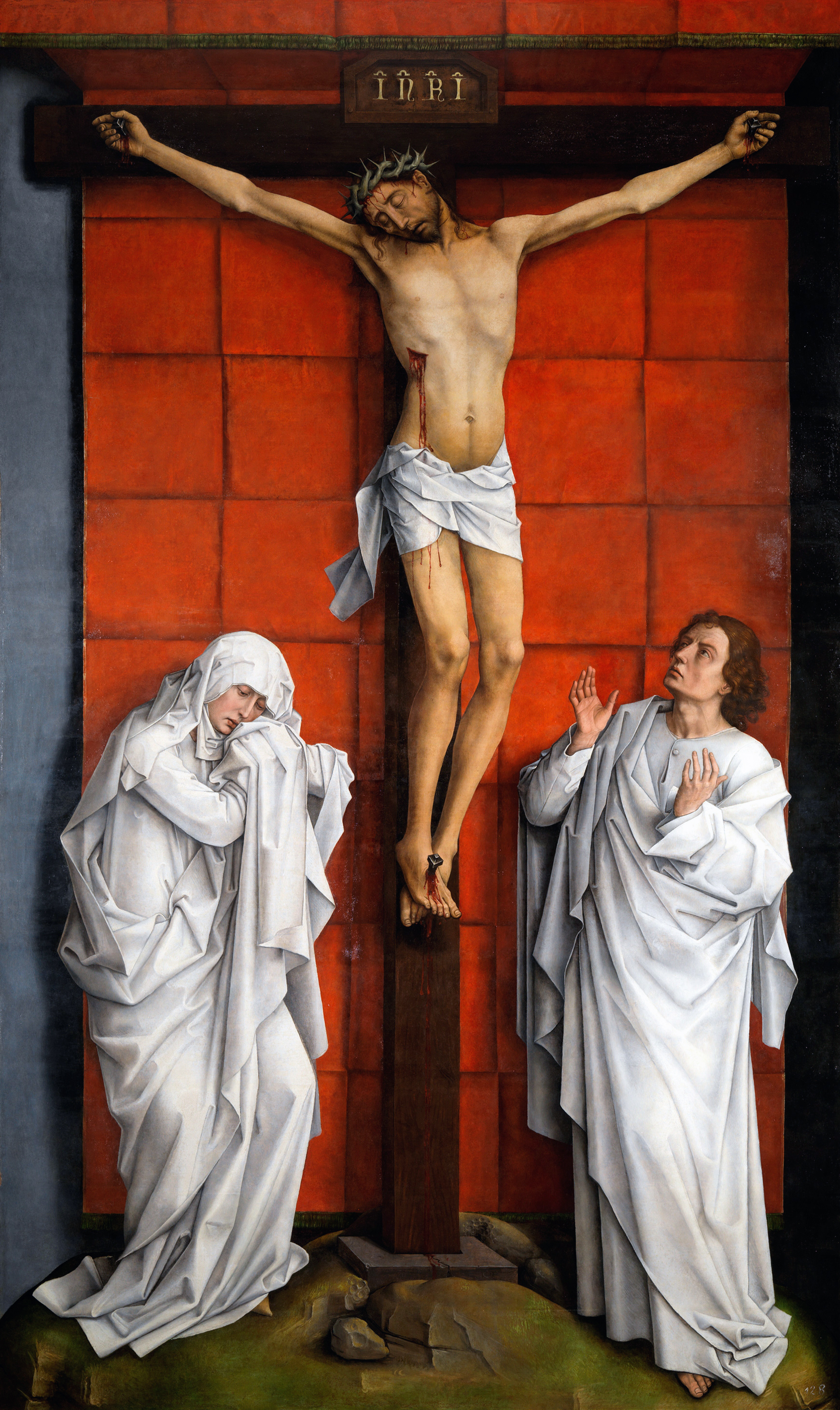
Christus am Kreuz mit Maria und Johannes von Rogier van der Weyden

Der Komponist strukturierte das Gedicht in zehn Sätzen. Er setzte vier Gesangssolisten ein, Sopran (S), Alt (A), Tenor (T) und Bass (B), einen vierstimmigen Chor (SATB), ein Sinfonieorchester und Orgel. 
Die zehn Sätze beleuchten verschiedene Aspekte der Dichtung. Sie betrachten Marias Leiden und das Mitgefühl des Betrachters in kontrastreichem Einsatz von Besetzung, Tempo und Tonart. Die Musik des letzten Satzes nimmt Themen des ersten Satzes wieder auf, als Rahmen der gesamten Komposition. Die vokale Besetzung ist abwechslungsreich, von einstimmigem Sologesang über verschiedene Kombinationen von Solostimmen, einer Solostimme mit Chor, Chor alleine bis zu allen Stimmen im ersten und letzten Satz.
Die folgende Tabelle der Sätze zeigt nach ihrer Nummer den Textanfang, die Singstimmen, die Tempobezeichnung des Anfangs, den Takt und die Tonart.
| Nr. | Titel                         | Stimmen      | Tempo                              | Takt | Tonart |
| --- | ----------------------------- | ------------ | ---------------------------------- | ---- | ------ |
| 1   | Stabat Mater                  | SATB S A T B | Andante con moto                   | 3/2  | h-Moll |
| 2   | Quis est homo                 | S A T B      | Andante sostenuto                  | 3/4  | e-Moll |
| 3   | Eja, Mater                    | SATB         | Andante con moto                   | 4/4  | c-Moll |
| 4   | Fac, ut ardeat cor meum       | B SSAATB     | Largo                              | 4/8  | b-Moll |
| 5   | Tui nati vulnerati            | SATB         | Andante con moto, quasi allegretto | 6/8  | E-Dur  |
| 6   | Fac me vere tecum flere       | T TTBB       | Andante con moto                   | 6/8  | H-Dur  |
| 7   | Virgo virginum praeclara      | SATB         | Largo                              | 3/4  | A-Dur  |
| 8   | Fac, ut portem Christi mortem | S T          | Larghetto                          | 4/8  | h-Moll |
| 9   | Inflammatus et accensus       | A            | Largo                              | 4/4  | d-Moll |
| 10  | Quando corpus morietur        | S A T B SATB | Andante con moto                   | 3/2  | h-Moll |

### Sätze
Die beiden ersten Sätze beleuchten das Leid der Mutter, die ihren Sohn am Kreuz hat sterben sehen. Die Sätze 3 bis 8 betonen den Wunsch des Betrachters, mit ihr zu leiden, zu weinen und zu trauern. Die beiden letzten Sätze wenden sich einem Ausblick auf das Paradies zu.

#### „Stabat Mater“
Der erste Satz vertont die ersten vier Strophen der Dichtung, beginnend mit Stabat Mater dolorosa („Es stand die Mutter voll Kummer“),:6 für Chor, das Solistenquartett und das gesamte Orchester.:9–32 Der ausgedehnte Satz lehnt sich an die klassische Sonatenform an. Er beginnt mit einer langen instrumentalen Einleitung, die Themen vorstellt. Zunächst erklingt leise der Ton fis in unterschiedlichen Höhen und Instrumenten. Daraus schält sich ein erstes Thema mit einer überwiegend chromatischen fallenden Linie heraus.:4 Der Chor nimmt Themen auf, während die Solisten mit kontrastierenden Themen antworten. Eine Durchführung wird von einer Reprise des Beginns gefolgt.:1–44 Chor und Solistenquartett entwickeln auf der Grundlage meditativer Trauer einzelne dramatische Ausbrüche.:4

#### „Quis est homo“
Der zweite Satz wird vom Solistenquartett gesungen. Er vertont die Strophen fünf bis acht, beginnend Quis est homo, qui non fleret („Wer ist der Mensch, der nicht weinen würde“).:6:33–44 Der Alt beginnt, und auch im Orchester überwiegen die dunklen Klangfarben, nach dem Vorbild von Ein deutsches Requiem von Brahms.:4–5

#### „Eja, Mater“
Im dritten Satz wird die neunte Strophe vom Chor gesungen, Eja, Mater, fons amoris („Ach Mutter, Quelle der Liebe“).:75 Er erinnert an einen Trauermarsch.:44–51:5 Im Mittelteil wird Maria eindringlich angefleht, den Betrachter ihre Schmerzen mitfühlen zu lassen.:5

#### „Fac, ut ardeat cor meum“
Im vierten Satz singt der Bass-Solist die zehnte Strophe, Fac, ut ardeat cor meum („Mach, dass brenne mein Herz“).:7 Ihm antwortet ein Chor von vier Frauenstimmen, von der Orgel begleitet, zu denen erst später auch Männerstimmen treten, mit der 11. Strophe, Sancta mater, istud agas („Heilige Mutter, dies mache“).:7:52–58

#### „Tui nati vulnerati“
Der fünfte Satz, wieder vom Chor gesungen, vertont die 12. Strophe, Tui nati vulnerati („Die Qualen deines verwundeten Sohnes“):7:59–69 in einem schwingenden 6/8-Takt.:5

#### „Fac me vere tecum flere“
Im sechsten Satz singen der Tenor-Solist und ein vierstimmiger Männerchor im Wechsel die 13. und 14. Strophe, Fac me vere tecum flere („Lass mich wahrhaft mit dir weinen“):7.:70–77 Die Musik beginnt wie ein Volkslied, vom Vorsänger intoniert und vom Chor wiederholt. Die Bitte, ausharren zu können, wird von starken Akzenten im Orchester intensiviert.:5

#### „Virgo virginum praeclara“
Der siebte Satz wird vom Chor teilweise unbegleitet gesungen. Er behandelt die 15. Strophe, Virgo virginum praeclara („Jungfrau der Jungfrauen“).:7:78–83 Er bringt in schlichtem homophonem Satz Marienverehrung zum Ausdruck.:5

#### „Fac, ut portem Christi mortem“
Der achte Satz ist ein Duett von Sopran und Tenor über die 16. und 17. Strophe, Fac, ut portem Christi mortem („Lass mich tragen Christi Tod“).:8:84–88 Hohe Streicherklänge bringen Verzückung zum Ausdruck.:5

#### „Inflammatus et accensus“
Im neunten Satz werden die 18. und die 19. Strophe von der Altistin gesungen, Inflammatus et accensus („Entflammt und entzündet“).:9:89–93 Die Musik kontrastiert romantisches Empfinden mit einer Basslinie, die an Barockmusik erinnert.:5

#### „Quando corpus morietur“

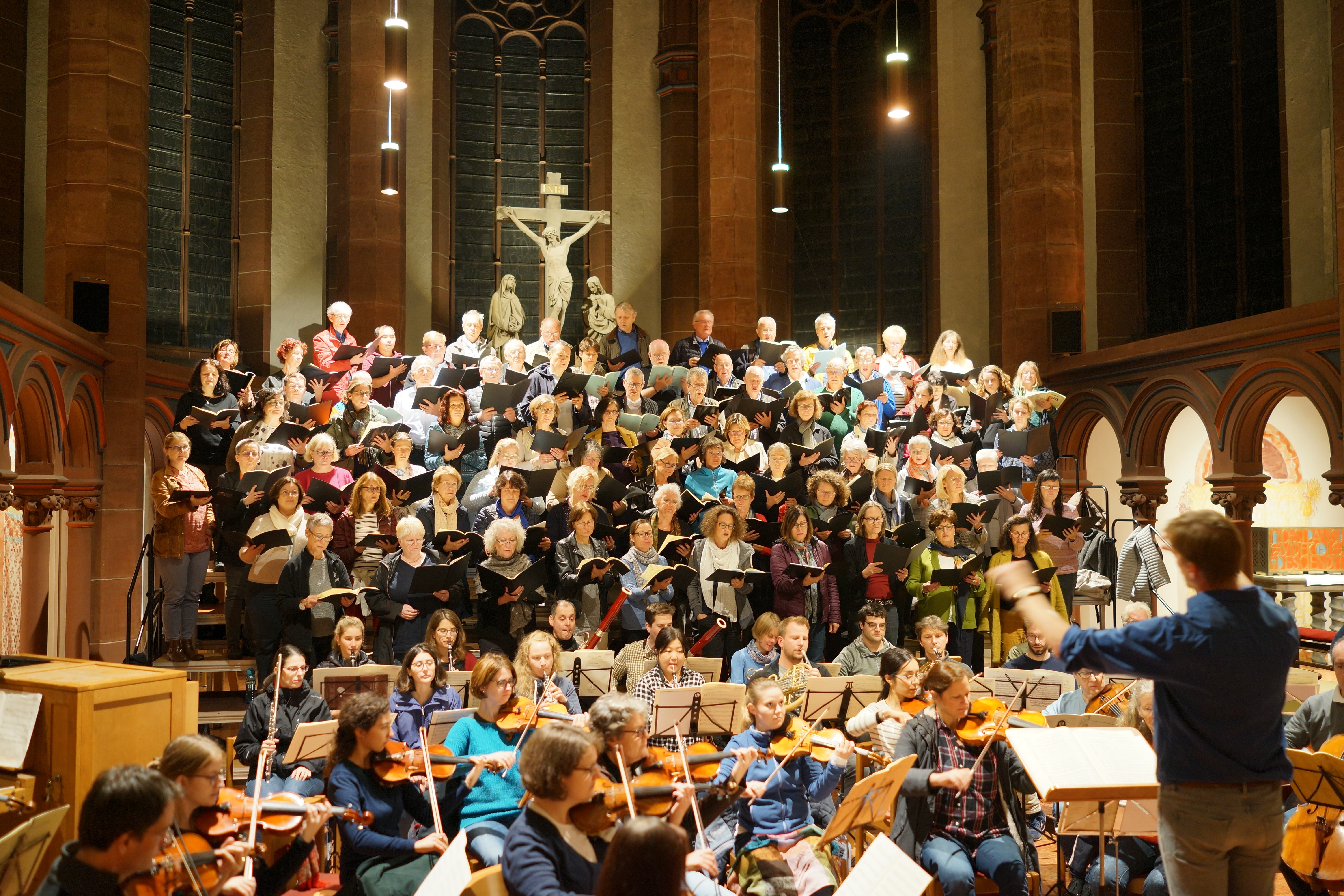
Generalprobe für Stabat Mater in St. Bonifatius, Wiesbaden, am 25. Oktober 2019, mit Maria unter dem Kreuz im Hintergrund

Der letzte Satz vertont die letzte Strophe, mit dem Beginn Quando corpus morietur („Wenn der Leib sterben wird“),:9 die um die Herrlichkeit des Paradieses (paradisi gloria) für die Seele bittet. Der Satz nimmt Themen des ersten Satzes wieder auf und wird wie dieser von allen Mitwirkenden musiziert. Er mündet in eine lebhafte komplexe Fuge nach barocken Vorbildern:9 auf das Wort „Amen“.:94–111 In einem a cappella-Block fasst der Chor noch einmal den Text zusammen, bevor das Werk mit einem sphärischen „Amen“ endet.

## Einspielungen (Auswahl)
- Václav Talich, Tschechische Philharmonie, Drahomíra Tikalová, Marta Krásová, Beno Blachut, Karel Kalaš[6]
- Václav Smetáček, Tschechische Philharmonie, Stefania Woytowicz, Věra Soukupová, Ivo Žídek, Kim Borg[7]
- Robert Shaw, Atlanta Symphony Orchestra and Chorus, Christine Goerke, Marietta Simpson, Stanford Olsen, Nathan Berg[8]
- Wolfgang Sawallisch, Tschechische Philharmonie, Gabriela Beňačková, Ortrun Wenkel, Peter Dvorský, Jan-Hendrik Rootering[9]
- Jiří Bělohlávek, Tschechische Philharmonie, Lívia Ághová, Marga Schiml, Aldo Baldin, Luděk Vele (1997)[10]
- Jiří Bělohlávek, Prague Symphony Orchestra, Beňačková, Urbanová, Uhlenhopp, Mikuláš
- Zdeněk Mácal, New Jersey Symphony Orchestra, Kaaren Erickson, Claudine Carlson, John Aler, John Cheek[11]
- Helmuth Rilling, Oregon Bach Festival Orchestra, Marina Shaguch, Ingeborg Danz, James Taylor, Thomas Quasthoff[12]
- Rafael Kubelík, Symphonieorchester des Bayerischen Rundfunks, Edith Mathis, Anna Reynolds, Wiesław Ochman, John Shirley-Quirk[10]
- Giuseppe Sinopoli, Staatskapelle Dresden, Mariana Zvetkova, Ruxandra Donose, Johan Botha, Roberto Scandiuzzi[10]
- Mariss Jansons, Symphonieorchester des Bayerischen Rundfunks, Erin Wall, Mihoko Fujimura, Christian Elsner, Liang Li[10]